# Nevadas flagga
Nevadas flagga antogs 1929. Två kvistar från Nevadas statsblomma salvia syns omkring stjärnan. På bandet står "Battle Born" ("Född under slaget"), vilket syftar på staten själv, som ju så att säga föddes under amerikanska inbördeskriget.